# Ясеньське (селище)
Ясеньське (рос. Ясеньское) — селище Гвардійського міського округу, Калінінградської області Росії. Входить до складу Славинського сільського поселення.
Населення — 87 осіб (2015 рік).

## Населення
| 2002 | 2010 |
| ---- | ---- |
| 108  | ↘87  |